# Вулиця Князів Ґедиміновичів
Ву́лиця Князі́в Ґедимі́новичів — вулиця у Солом'янському районі міста Києва, селище Жуляни. Пролягає від вулиці Морських Піхотинців до вулиці Сергія Колоса та Лугової вулиці.

## Історія
Виникла в повоєнний час, не раніше середини 1940-х років, як одна з нових вулиць села Жуляни (куток Греківщина) під назвою Новомічурінська, на честь російського біолога і селекціонера Івана Мічуріна. 
Сучасна назва на честь князів Гедиміновичів з 2022 року.

## Особливості вулиці
У початковій частині розгалужується на два відтинки — один йде до вулиці Сергія Колоса, інший до Лугової вулиці. Відповідно, вулиця має форму латинської літери Y.